# Palacio de Aldatze
El  palacio de Iñarra, también conocido como Elexalde o Aldatze,  es un monumento situado en el barrio de Aldatze de la localidad guipuzcoana de Éibar en el País Vasco, España. 

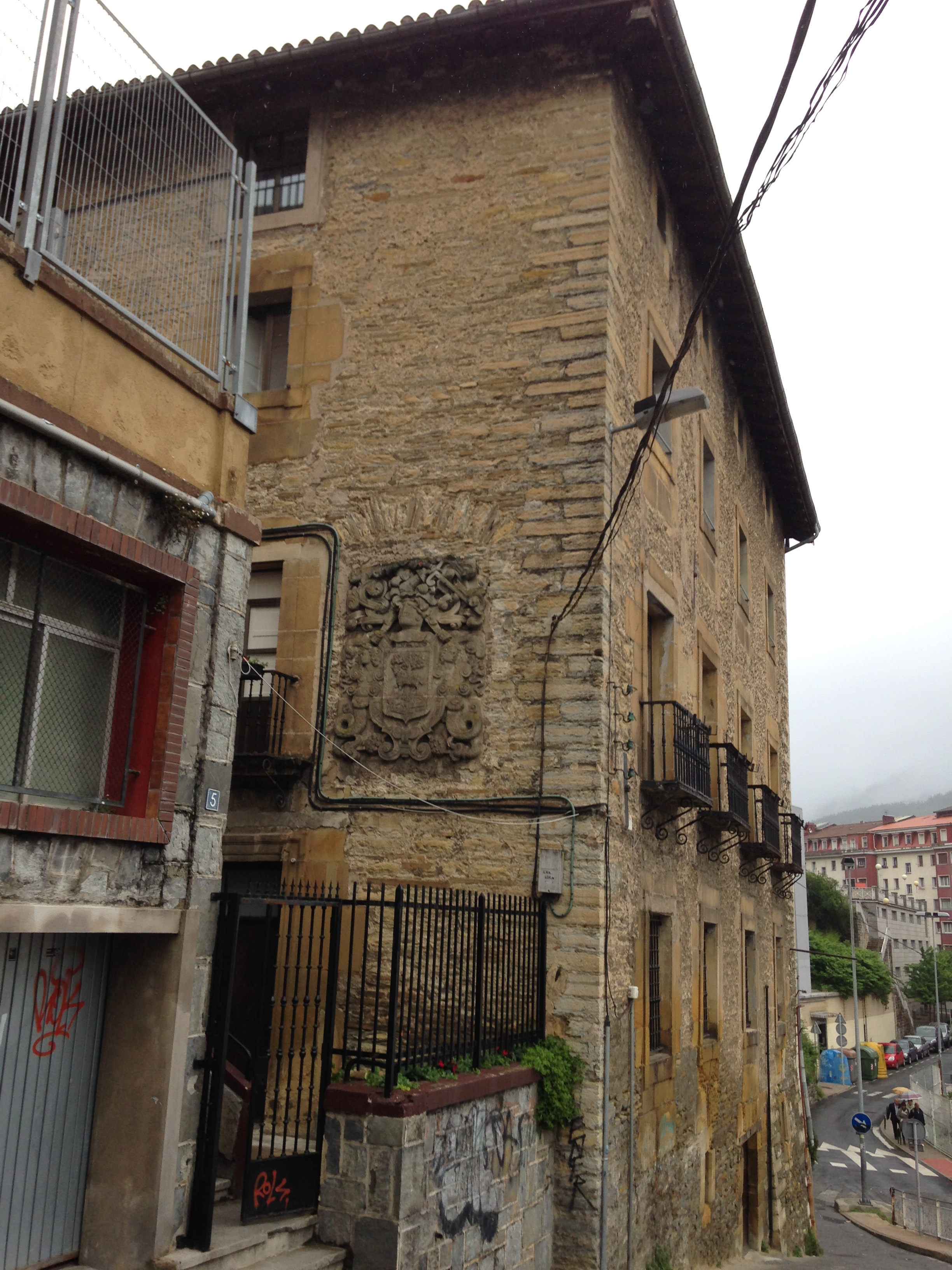
Palacio de Iñarra.

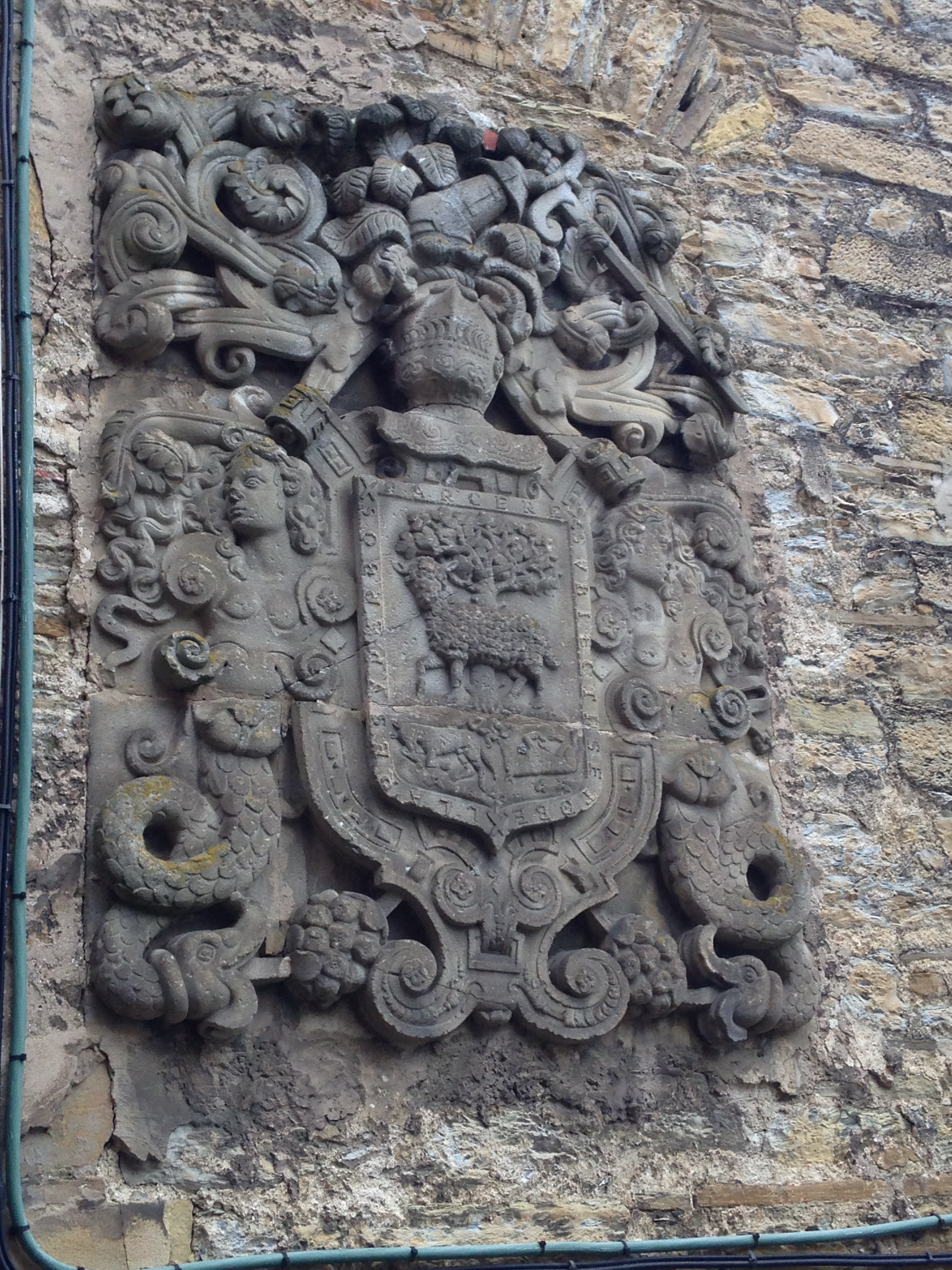
Palacio de Iñarra, escudo de los Iñarra.

Se desconoce su origen pero se sabe que es anterior al siglo XVII ya que en ese siglo el que fue su dueño, Juan López de Iñarra, lo reedificó y amplió. Se trata de un edificio de planta cuadrada con tejado a cuatro aguas con un gran escudo de los Iñarra en su fachada.
A principios del siglo XX, sobre 1914, se establecieron en el edificio las monjas de Nuestra Señora de la Providencia hicieron de él centro de su colegio para niñas llamado colegio de Santa María de la Providencia de Éibar, siendo mixto en la actualidad.
Interés Cultural
Tipo de interés cultural: 
BOE (29-11-1980)
Tipo de interés culturalIncoado Calificado
BOE (29-11-1980)